# Ricard Ibáñez Ortí
Ricard Ibáñez Ortí (Barcelona, 2 de juliol de 1964) és historiador, autor de jocs de rol i escriptor de novel·la històrica. Va ser el creador del primer joc de rol creat i publicat a Espanya l'any 1990.
El 1982 va conèixer els jocs de rol tot jugant a Dungeons & Dragons a l'època que estudiava història d'Amèrica a la Universitat de Barcelona. Aquesta experiència li va servir com a font d'inspiració per escriure el seu propi joc de rol La canción de los sortilegios. Un joc amateur destinat al seu grup excursionista on feia de monitor. Va començar a publicar la revista Troll, la primera especialitzada en jocs de rol. Durant el mateix any com a membre del club Auryn va col·laborar amb l'editorial Joc Internacional a l'organització de la primera edició de les Jornadas de Juegos de Estrategia, Simulación Y Rol així com en les següents edicions